# Édouard Brandon

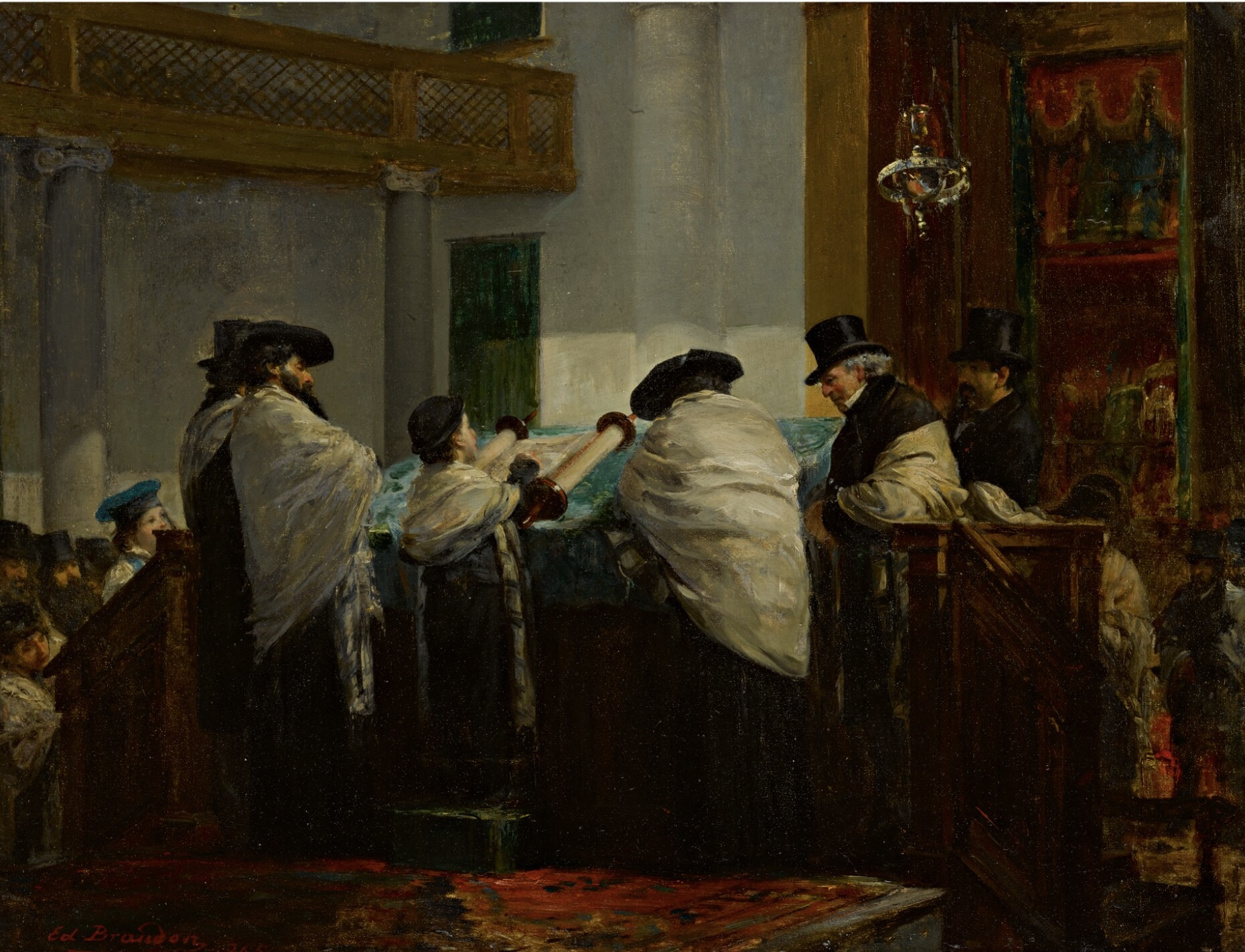
Bar Mitzvah, 1865. Öl auf Holz; 34,6 × 45 cm signiert Ed.Brandon und datiert 1865 (unten links) Öl auf Holz; 34,6 × 45 cm.

Jacques Émile Édouard Brandon (* 3. Juli 1831 in Paris; † 20. Mai 1897 ebenda) war ein französischer Genremaler portugiesischer Herkunft. In den meisten Quellen wird sein Geburtsort mit Paris angegeben, in einigen jedoch auch mit Bordeaux oder Lissabon. Er signierte seine Gemälde mit „Ed. Brandon“ und sein vollständiger Name wird auch als Jacob-Emile Brandon, Jacques-Émile Brandon und Jacob-Emile-Edouard-Periejra Brandon angegeben.
Bekannt wurde er durch seine Teilnahme an der Ersten Impressionisten-Ausstellung 1874 in Paris. Zunächst malte er christliche Themen (für Santa Brigida in Rom), aber ab 1863 fast ausschließlich Gemälde mit jüdischen Motiven (Synagogen, Thoraschulen).

## Leben

### Jugend und Ausbildung

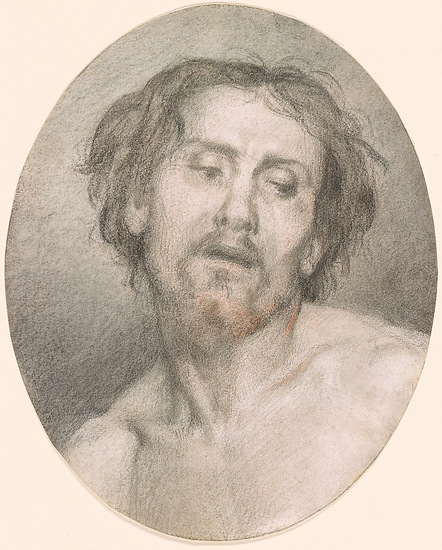
Kopf eines Modells (als Christus) schwarze und rote Kreide auf Papier. The Morgan Library & Museum, New York.

Édouard Brandon stammte von sephardischen Juden ab. Seine wohlhabende, ursprünglich portugiesische Familie, in Bayonne lebend, stellte der dortigen Gemeinde während des gesamten 18. Jahrhunderts die Familiensynagoge zur Verfügung. Einigen Quellen zufolge wurde er in Paris geboren, während andere Bordeaux als Geburtsort angeben. Sein Vater, Elie Péreira-Brandon, betrieb eine florierende Kunsthandlung in Bordeaux oder Paris.
1849 begann er sein Studium an der École des Beaux-Arts in Paris bei Antoine-Alphonse Montfort und später bei François-Édouard Picot. Anschließend war er Schüler von Jean-Baptiste Corot.

### Romaufenthalt

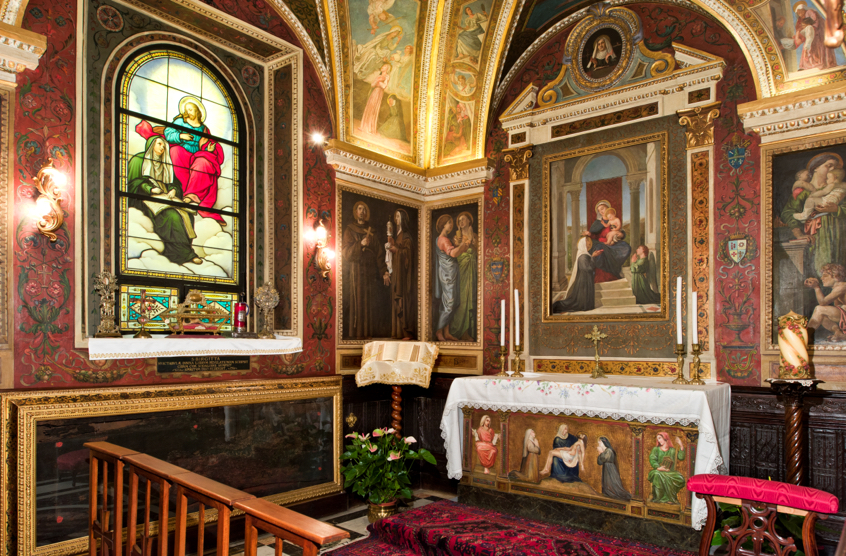
Oratorium von Santa Brigida in Rom. Malerische Ausstattung von Édouard Brandon

1856 zog Édouard Brandon nach Rom, wo er bis 1863 blieb und Edgar Degas kennenlernte. Während seiner Zeit in Rom schuf er eine Reihe von Werken über das Leben der Heiligen Birgitta von Schweden. Er arbeitete in der Kirche Santa Brigida am Campo de' Fiori, der heutigen Piazza Farnese, und dekorierte einen Raum, in dem die Heilige Birgitta gelebt hatte (heute Oratorium). Einige der in Rom entstandenen Werke wurden im Pariser Salon ausgestellt.

### Paris

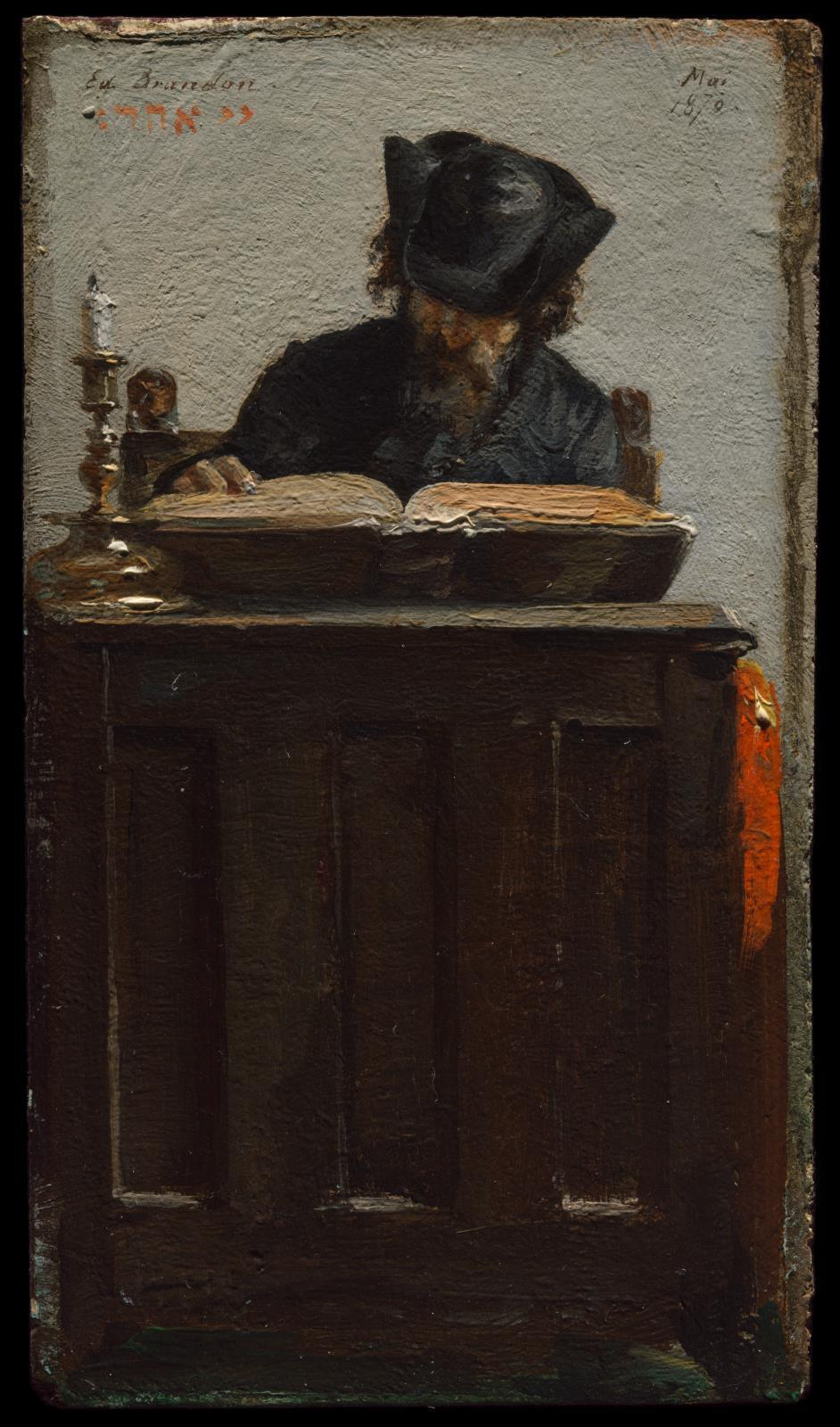
Juif Lisant (Jüdischer Mann, der liest) 1870, Öl auf Holz, 13 × 7 cm. Museum of Fine Arts, Boston

Nach seiner Rückkehr nach Paris 1863 wandte sich Édouard Brandon zunehmend von katholischen Themen ab und konzentrierte sich auf jüdische Themen und das jüdische Leben seiner Zeit. Im 19. Jahrhundert wurden in Frankreich etwa 250 Synagogen gebaut. Brandon war fasziniert von der Architektur und der Ästhetik dieser Bauwerke. Édouard Brandon arbeitete eng mit dem irischen Künstler Nathaniel Hone dem Jüngeren zusammen, der bei ihm wohnte. Zu Brandons weiteren Schülern gehörten Georges de Dramard (1839–1900), Alexis Lemaistre und Henri Rouart, der ein enger Freund von Degas war. Viele seiner späteren Gemälde zeigen Rabbiner mit Schülern und Synagogen während religiöser Feste.
Zusammen mit Édouard Moyse und Alphonse Lévy veranschaulichte er in seinen Werken die zentrale Stellung der Synagoge im jüdischen Leben. Zusammen mit Moritz Daniel Oppenheim und Solomon Alexander Hart bildete er die erste Generation jüdischer Künstler, die versuchten, die Schönheit des jüdischen religiösen Lebens in ihren Werken festzuhalten.
1866 besuchte er die portugiesische Synagoge in Amsterdam und schuf eines seiner bekanntesten Werke: Le Sermon du Daian Cardozo à la Synagogue d'Amsterdam (Die Predigt des Rabbi Cardozo in der portugiesischen Synagoge von Amsterdam).

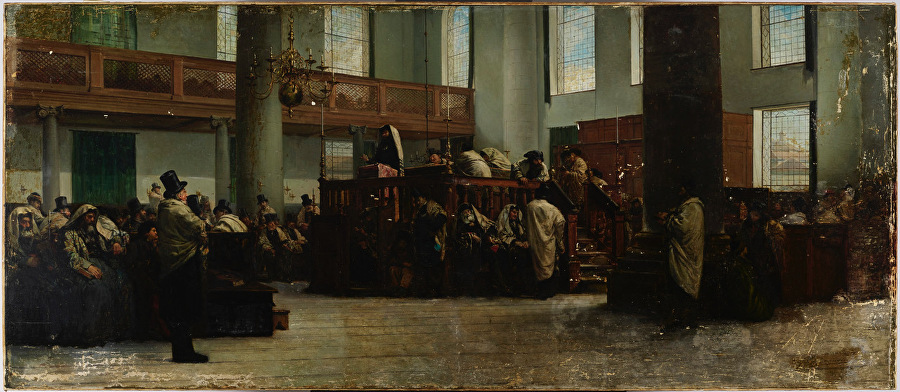
Das Erheben der Tora (Hagbahah) in der Portugiesischen Synagoge von Amsterdam, 1897. Walters Art Museum, Baltimore, Maryland

Auf Einladung von Edgar Degas nahm Édouard Brandon 1874 mit fünf Gemälden an der Ausstellung der Künstlergenossenschaft teil, die später als Erste Impressionisten-Ausstellung bekannt wurde. Drei der von Degas ausgestellten Werke befanden sich in Brandons Besitz.
1890 stellte Édouard Brandon 17 Gemälde im Pariser Salon Champ de Mars aus, zusammen mit Pierre Puvis de Chavannes, Max Liebermann und John Singer Sargent.
Am 20. Mai 1897 starb Édouard Brandon in Paris. Seine persönliche Sammlung von 176 Werken, darunter Gemälde von Corot und Jean-Auguste-Dominque Ingres, wurde am 13. und 14. Dezember 1897 im Hôtel Drouot verkauft. Léon Roger-Milès (1859–1928) erwarb eine Reihe von Werken, von denen sich einige heute im Musée d'Art et d'Histoire du Judaïsme in Paris befinden.

### Werke in Museen
Werke von Édouard Brandon befinden sich im Spertus Institute for Jewish Learning and Leadership, Chicago; im Jewish Museum in New York; im Philadelphia Museum of Art; im Walters Art Museum in Baltimore, MD; im Boston Museum of Fine Arts; in der National Portrait Gallery in London; in der National Gallery of Ireland in Dublin; im Musée des Beaux-Arts de Brest in Brest, Frankreich; im Palais des Beaux-Arts de Lille in Lille, Frankreich; im Musée de l’Oise in Beauvais, Frankreich; im Musée d’Art et d’Histoire du Judaïsme in Paris; im Koninklijk Museum voor Schone Kunsten in Antwerpen, Belgien; im Musée Juif de Belgique in Brüssel, Belgien und im Tel Aviv Museum of Art.